# Жената на прозореца
„Жената на прозореца“ (на английски: The Woman in the Window) е американски психологически трилър от 2021 г. на режисьора Джо Райт, по сценарий на Трейси Летс, базиран е на едноименната книга от 2018 г. от псевдонимния автор Ей Джей Фин. Филмът се разказва за една жена, страдаща от агорафобия (Ейми Адамс), която шпионира нейните нови съседи (Гари Олдман, Фред Хечингър и Джулиан Мур) и е свидетел на едно престъпление в техния апартамент. Във филма също участват Антъни Маки, Уайът Ръсел, Брайън Тайри Хенри и Дженифър Джейсън Лий.
Продуциран от Fox 2000 Pictures, последният филм, пуснат под етикета, филмът е оригинално насрочен да бъде пуснат от 20th Century Fox през октомври 2019 г., но е отменен до май 2020 г. по време на повторния монтаж след лошите тестови прожекции. Театралното издание е по-късно отменен по време на пандемията от COVID-19 и правата са продадени от Netflix, в който пусна филма на 14 май 2021 г.

## Актьорски състав
| Актьор               | Роля                             |
| -------------------- | -------------------------------- |
| Ейми Адамс           | Д-р Ана Фокс                     |
| Гари Олдман          | Алистър Ръсел                    |
| Антъни Маки          | Едуард Фокс                      |
| Фред Хечингър        | Итън Ръсел                       |
| Уайът Ръсел          | Дейвид Уинтър                    |
| Брайън Тайри Хенри   | Детектив Литъл                   |
| Джулиан Мур          | Катрин Мели                      |
| Дженифър Джейсън Лий | Джейн Ръсел                      |
| Трейси Летс          | Д-р Карл Ланди, психиатър на Ана |